# Sean Baker
Sean Baker (Summit, 1971. február 26. –) négyszeres Oscar-, valamint BAFTA- és Arany Pálma-nyertes amerikai filmrendező, forgatókönyvíró, vágó és producer. 
Független játékfilmjei gyakran a marginalizált emberek, különösen a bevándorlók és a szexmunkások életéről szólnak. A Four Letter Words (2000) című filmmel debütált rendezőként, azóta a Take Out (2004), a Starlet (2012), a Tangerine (2015), a Floridai álom (2017), a Vörös rakéta (2021) és az Anora (2024) című filmeket rendezte.
Az Anorán végzett munkájáért Baker számos elismerést kapott, köztük az Arany Pálmát és a legjobb szereposztásért járó BAFTA-díjat, feleségével, Samantha Quannal együtt. Ő az első, aki négy Oscar-díjat (legjobb film, legjobb rendező, legjobb eredeti forgatókönyv és legjobb vágás) nyert ugyanazzal a filmmel, és ezzel beállította a rekordot (Walt Disneyvel és Pong Dzsunhoval) az egy ceremónián elnyert legtöbb Oscar-díj tekintetében is.

## Rendezői stílusa
Baker hírnevet szerzett magának az alulreprezentált és marginalizált szubkultúrákból származó kitaszított karakterek, gyakran illegális bevándorlók és szexmunkások ábrázolásával, akikkel kifejezetten humánus és együttérző a forgatókönyvekben. Azt állítja, hogy közvetlenül az exploitation filmek inspirálták, de a „megbízható férfi rendező” archetípusaként jellemezték a Me Too utáni korszakban. Filmjei vitákat keltettek és ösztönöztek a szexuális erkölcsről.
Baker példaképei közé tartozik többek között Ken Loach, Spike Lee, Federico Fellini, Jim Jarmusch, Mike Leigh, Steven Spielberg, Éric Rohmer, John Cassavetes és Hal Ashby. Baker úgy nyilatkozott, hogy tudatosan épít be filmográfiájába easter eggeket és utalásokat más filmekre. Az Anora végén például egy reklámtábla látható, amely a Red Rocketből ismert Strawberry nevű karakter előadását hirdeti.

## Magánélete
Samantha Quan férje, aki számos filmjének producere. 2021 júliusától két kutyájuk van, Bunsen és Boonee, utóbbi a 2012-es Starlet című filmjében is szerepelt. Baker egy 2024-es cannes-i sajtótájékoztatón azt mondta, hogy szerinte a szexmunkát „dekriminalizálni kellene, és semmilyen módon nem kellene szabályozni, mert ez a szexmunkások teste, és rajtuk múlik, hogyan használják azt a megélhetésükhöz.” A rendező saját vallomása alapján a 20-as éveiben ópiátfüggőségben szenvedett.

## Filmográfia
| Év   | Magyar cím    | Eredeti cím         | Feladatkör | Feladatkör | Feladatkör | Feladatkör | Feladatkör |
| Év   | Magyar cím    | Eredeti cím         | Rendező    | Író        | Producer   | Vágó       | Operatőr   |
| ---- | ------------- | ------------------- | ---------- | ---------- | ---------- | ---------- | ---------- |
| 2000 |               | Four Letter Words   | Igen       | Igen       | Nem        | Igen       | Nem        |
| 2004 |               | Take Out            | Igen       | Igen       | Igen       | Igen       | Igen       |
| 2008 |               | Prince of Broadway  | Igen       | Igen       | Igen       | Igen       | Igen       |
| 2012 |               | Starlet             | Igen       | Igen       | Igen       | Igen       | Nem        |
| 2015 |               | Tangerine           | Igen       | Igen       | Igen       | Igen       | Igen       |
| 2017 | Floridai álom | The Florida Project | Igen       | Igen       | Igen       | Igen       | Nem        |
| 2021 | Vörös rakéta  | Red Rocket          | Igen       | Igen       | Igen       | Igen       | Nem        |
| 2024 | Anora         | Anora               | Igen       | Igen       | Igen       | Igen       | Nem        |

## Díjak és jelölések
| Díj                                         | Dátum              | Kategória                           | Film               | Eredmény     | Ref.          |
| ------------------------------------------- | ------------------ | ----------------------------------- | ------------------ | ------------ | ------------- |
| Independent Spirit Awards                   | 2009. február 21.  | John Cassavetes Award               | Take Out           | Jelölve      | [ 14 ]        |
| Independent Spirit Awards                   | 2009. február 21.  | John Cassavetes Award               | Prince of Broadway | Jelölve      | [ 14 ]        |
| Independent Spirit Awards                   | 2013. február 23.  | Robert Altman Award                 | Starlet            | Győztes      | [ 15 ]        |
| Independent Spirit Awards                   | 2013. február 23.  | John Cassavetes Award               | Starlet            | Jelölve      | [ 16 ]        |
| Independent Spirit Awards                   | 2016. február 27,  | Legjobb rendező                     | Tangerine          | Jelölve      | [ 17 ]        |
| Independent Spirit Awards                   | 2018. március 3.   | Legjobb rendező                     | Floridai álom      | Jelölve      | [ 18 ]        |
| Independent Spirit Awards                   | 2025. február 22.  | Best Feature                        | Anora              | Győztes      | [ 19 ]        |
| Independent Spirit Awards                   | 2025. február 22.  | Legjobb rendező                     | Anora              | Győztes      | [ 19 ]        |
| Satellite Award                             | 2018. február 11.  | Legjobb rendező                     | Floridai álom      | Jelölve      | [ 20 ]        |
| Satellite Award                             | 2018. február 11.  | Legjobb eredeti forgatókönyv        | Floridai álom      | Jelölve      | [ 20 ]        |
| Detroit Film Critics Society                | 2017. december 7.  | Az év rendezője                     | Floridai álom      | Győztes      | [ 21 ]        |
| New York Film Critics Circle                | 2017. november 30. | Legjobb rendező                     | Floridai álom      | Győztes      | [ 22 ]        |
| New York Film Critics Circle                | 2024. január 8.    | Legjobb forgatókönyv                | Anora              | Győztes      | [ 23 ]        |
| Chicago Film Critics Association            | 2017. december 12. | Legjobb vágás                       | Floridai álom      | Jelölve      | [ 24 ] [ 25 ] |
| London Film Critics' Circle                 | 2018. január 28.   | Az év rendezője                     | Floridai álom      | Győztes      | [ 26 ]        |
| Los Angeles Film Critics Association        | 2024. december 8.  | Legjobb rendező                     | Anora              | 2. helyezett | [ 27 ]        |
| Los Angeles Film Critics Association        | 2024. december 8.  | Legjobb forgatókönyv                | Anora              | 2. helyezett | [ 27 ]        |
| Dorian Awards                               | 2018. január 31.   | Az év rendezője                     | Floridai álom      | Jelölve      | [ 28 ]        |
| Provincetown International Film Festival    | 2018. június 16.   | Filmmaker on the Edge Award         | N/A                | Díjazva      | [ 29 ]        |
| Detroit Film Critics Society                | 2021. december 6.  | Legjobb rendező                     | Vörös rakéta       | Jelölve      | [ 30 ] [ 31 ] |
| Gotham Awards                               | 2021. november 29. | Legjobb forgatókönyv                | Vörös rakéta       | Jelölve      | [ 32 ]        |
| Chicago Film Critics Association            | 2021. december 15. | Legjobb eredeti forgatókönyv        | Vörös rakéta       | Jelölve      | [ 33 ] [ 34 ] |
| Cannes-i Filmfesztivál                      | 2024. május 25.    | Arany Pálma                         | Anora              | Győztes      | [ 35 ]        |
| Imagine Film Festival                       | 2024. november 2.  | Silver Scream Award                 | Anora              | Győztes      | [ 36 ]        |
| Gotham Awards                               | 2024. december 2.  | Best Feature                        | Anora              | Jelölve      | [ 37 ]        |
| Gotham Awards                               | 2024. december 2.  | Legjobb rendező                     | Anora              | Jelölve      | [ 37 ]        |
| Capri Hollywood International Film Festival | 2025. január 2.    | Legjobb eredeti forgatókönyv        | Anora              | Győztes      | [ 38 ]        |
| Golden Globe-díj                            | 2025. január 5.    | Legjobb rendező                     | Anora              | Jelölve      | [ 39 ]        |
| Golden Globe-díj                            | 2025. január 5.    | Legjobb forgatókönyv                | Anora              | Jelölve      | [ 39 ]        |
| Critics' Choice Awards                      | 2025. február 7.   | Legjobb film                        | Anora              | Győztes      | [ 40 ]        |
| Critics' Choice Awards                      | 2025. február 7.   | Legjobb rendező                     | Anora              | Jelölve      | [ 40 ]        |
| Critics' Choice Awards                      | 2025. február 7.   | Legjobb eredeti forgatókönyv        | Anora              | Jelölve      | [ 40 ]        |
| Critics' Choice Awards                      | 2025. február 7.   | Legjobb vágás                       | Anora              | Jelölve      | [ 40 ]        |
| Directors Guild of America Awards           | 2025. február 8.   | Outstanding Director – Feature Film | Anora              | Győztes      | [ 41 ]        |
| Producers Guild of America Awards           | 2025. február 8.   | Best Theatrical Motion Picture      | Anora              | Győztes      |               |
| AACTA International Awards                  | 2025. február 11.  | Legjobb forgatókönyv                | Anora              | Jelölve      | [ 42 ]        |
| Writers Guild of America Awards             | 2025. február 15.  | Legjobb eredeti forgatókönyv        | Anora              | Győztes      | [ 43 ]        |
| BAFTA-díj                                   | 2025. február 16.  | Legjobb film                        | Anora              | Jelölve      | [ 44 ]        |
| BAFTA-díj                                   | 2025. február 16.  | Legjobb rendező                     | Anora              | Jelölve      | [ 44 ]        |
| BAFTA-díj                                   | 2025. február 16.  | Legjobb eredeti forgatókönyv        | Anora              | Jelölve      | [ 44 ]        |
| BAFTA-díj                                   | 2025. február 16.  | Legjobb casting                     | Anora              | Győztes      | [ 44 ]        |
| BAFTA-díj                                   | 2025. február 16.  | Legjobb vágás                       | Anora              | Jelölve      | [ 44 ]        |
| Oscar-díj                                   | 2025. március 2.   | Legjobb film                        | Anora              | Győztes      | [ 45 ]        |
| Oscar-díj                                   | 2025. március 2.   | Legjobb rendező                     | Anora              | Győztes      | [ 45 ]        |
| Oscar-díj                                   | 2025. március 2.   | Legjobb eredeti forgatókönyv        | Anora              | Győztes      | [ 45 ]        |
| Oscar-díj                                   | 2025. március 2.   | Legjobb vágás                       | Anora              | Győztes      | [ 45 ]        |

## Fordítás
- Ez a szócikk részben vagy egészben  a   Sean Baker című angol Wikipédia-szócikk ezen változatának fordításán alapul.  Az eredeti cikk szerkesztőit annak laptörténete sorolja fel. Ez a jelzés csupán a megfogalmazás eredetét és a szerzői jogokat jelzi, nem szolgál a cikkben szereplő információk forrásmegjelöléseként.